# Phyllodytes edelmoi
Phyllodytes edelmoi é uma espécie de anfíbio da família Hylidae. Endêmica do Brasil, pode ser encontrada nos municípios de Flexeiras, Murici, Rio Largo e Maceió, no estado do Alagoas.